# Seweryn Krajewski
Seweryn Krajewski (* 3. Januar 1947 in Nowa Sól) ist ein polnischer Pop-Musiker, Sänger, Gitarrist und Komponist.

## Leben
Krajewski machte sein Abitur Anfang der 1960er Jahre an einem Musikgymnasium in Danzig. Er war in den 1960er Jahren Mitglied der populären Beatbands Czerwono-Czarni und Czerwone Gitary. Ab 1965 schuf er gemeinsam mit Krzysztof Klenczon für die Czerwone Gitary zahlreiche Hits. Unter dem Namen Rote Gitarren war die Band auch in der DDR mit den deutschsprachigen Fassungen ihrer Hits eine populäre Band mit großen Plattenerfolgen. Krajewski hatte außerdem zahlreiche Soloerfolge. Die Band Czerwone Gitary verließ er erst 1997. Er schrieb außerdem Filmmusiken und Hits für andere Künstler, so z. B. Niech żyje bal (dt. „Auf zum Ball“) für Maryla Rodowicz nach einem Text von Agnieszka Osiecka. Krajewski ist für viele Polen eine Ikone der Popmusik.

## Diskografie

### Alben
- 1981: Strofki na gitarę, Polskie Nagrania Muza
- 1983: Uciekaj moje serce, Wifon
- 1986: Reflective Moods, Coloursound Library und Baw mnie, Wifon
- 1987: Romantic Reflections, Coloursound Library
- 1989: Części zamienne, Polskie Nagrania Muza
- 1995: Koniec und Najpiękniejsza, Tra – La – La
- 1998: Czekasz na tę jedną chwilę..., Yesterday
- 2001: Lubię ten smutek, Soliton
- 2003: Jestem, Sony Music
- 2008: Smooth Jazz (PL: Gold)
- 2009: Seweryn Krajewski śpiewa wiersze Karola Wojtyły, Wydawnictwo św. Stanisława BM
- 2011: Jak tam jest, Sony Music
- 2012: Zimowe piosenki (oraz Andrzej Piaseczny), Sony Music

### Konzertalben
- 2009: Na przekór nowym czasom - live (oraz Andrzej Piaseczny), Sony Music

### Kompilationen
- 1999: Gold, Koch-Verlag
- 2001: Złota kolekcja. Pogoda na szczęście, Pomaton EMI
- 2005: Przemija uroda w nas, Agencja Artystyczna MTJ
- 2007: Polskie życie, GM Records
- 2008: Nagrania radiowe z lat 1977 - 1987, Polskie Radio

### Filmmusik-CDs
- 1993: Jan Serce und Uprowadzenie Agaty, Digiton
- 1994: Piosenki filmowe, Digiton
- 2011: Filmowo, Sony Music (PL: Gold)